# 大树坳乡
大树坳乡，是中华人民共和国湖南省怀化市芷江侗族自治县下辖的一个乡镇级行政单位。

## 行政区划
大树坳乡下辖以下地区：
凉水井村、柑子坪村、大思乐村、黄双溪村、小思乐村、大树坳村、新庄村、石竹坪村、牛屎田村、岩嘴村、扎牛坪村和竹坡村。